# 陈绍唐
陈绍唐（？—？）原名陈自新，江苏扬州人，中华民国记者、政治人物。

## 生平

### 刺杀王之春
1904年春，万福华在上海任教，经吴旸谷介绍而结识黄兴、刘揆一等人，并加入华兴会。萬福華曾说：“欧美革新，无不自暗杀始，今中国无其人也，有之，请自福华始。”1904年夏，萬福華、吴旸谷等人在南京组织暗杀团，谋刺清廷高官铁良，但未能成功。
1904年时，蔡元培在上海办有一所中学，章士钊、刘师培、林少泉（即林白水）均为该校教师。陈自新为该校学生，获得刘师培、林少泉二人赏识，多次向章士钊推荐陈自新，称他有荆轲、聂政之志，愿意听指挥。万福华自结识章士钊后，又结识刘师培、林少泉等人。刘师培、林少泉又向万福华推荐陈自新。在刘师培、林少泉、萬福華等人策划下，决定在金香谷菜馆刺杀王之春。
1904年冬，前广西巡抚王之春来到上海，联络俄国外交官。王之春在1900年至1901年任安徽巡抚期间，将安徽省30多处矿山出售给洋人，受到部分安徽人仇恨。1902年转任广西巡抚后，因为谣传其勾结法国镇压广西会党（实际并无此事），激起中国国内的拒法运动，清廷将其革职。万福华、吴旸谷等革命党人谋刺王之春，模仿王之春的朋友吴保初（淮军将领吴长庆之子）的笔迹写下一封请柬，邀王之春于1904年11月19日晚7时，到上海英租界四马路金谷香菜馆吃饭，准备在金谷香菜馆刺杀王之春。暗杀团拟定的方案是，陈自新携带章士钊新购的手枪，乔装成侍者，在金谷香菜馆楼上动手，万福华等数人埋伏在楼下接应。
1904年11月19日晚7时许，王之春按时赴宴，但上楼后不见吴保初，忽然陈自新近身附耳，以日语要求笔谈。陈自新是想先逼王之春写下证据，再杀王之春。（另一种说法称，陈自新是向王之春出卖了暗杀计划。）王之春见笔谈内容而起疑，迅速下楼。
楼下的万福华、章士钊看见王之春下楼走向马车，万福华拔出手枪冲到王之春身前，抓住其手臂大声说：“卖国贼，我代表四万万同胞对你执行枪决。”但万福华扣扳机多次，未能发出任何子弹。原来手枪是刘师培自张继处借来，撞针老坏，万福华等人事先未试枪，所以不知用法。（另一种说法是万福华的枪法不好，子弹仅射伤王之春一指，万福华随即被拥上来的王之春仆役擒获。）万福华和王之春纠缠时，围观者如云，巡警随即赶到，将万福华逮捕。章士钊、陈自新等人四散。
章士钊《书甲辰三暗杀案》记载，“后知自新佯充日本人，与之春笔谈数语，之春见机反走。自经此役，吾在辛亥前后，都不闻自新消息。忆民国六七年间，忽于北京遇之，时已易名绍唐，奔走于段系之门，摇身而为浮滥政客。彼不自述，吾固不知即自新也，后十余年，流浪于上海以死。”文中在“吾固不知”后面有注释：“叶恭绰云：陈自新即为后之陈绍唐，以前绝不知之，称为浮浪政客，甚相称也。”

### 从记者到政客
1911年辛亥革命后，发生女子参政运动。1912年3月18日起，南京临时参议院讨论女子参政权案审查报告。3月19日，续开该案第二读会，以多数可决通过审查报告，结论中称：“本审查会一再讨论，多数认为吾国女子参政亦应有之权利，惟兹事体重大，非可仓卒速定，应俟国会成立再行解决，以昭慎重。”这实际上否决了女子参政权案。为了抗议，从1912年3月19日起，请愿女子多次大闹南京临时参议院。其中，1912年3月21日，请愿女子增加到60多人，并且携带武器，欲直入南京临时参议院，议长遂电请大总统孙文派来200名近卫军士救援，故请愿女子未能进入参议院，她们乃转到总统府谒孙文求援。孙文答应代她们向参议院斡旋，并派女公子陪同她们前往。北京某报代表陈绍唐当时正在总统府内，也极反对参议院，当即偕孙文的女公子及某卫戍参谋官前往参议院排解。参议院乃允许女子同盟会再具一呈，将《中华民国临时约法》重行提议。
1913年1月印行的《统一党第一次报告》中，记载陈绍唐任统一党参事。统一党是袁世凯资助的政党。
丁中江《北洋军阀史话》“七十一、梁士诒和请愿联合会”记载，1914年袁世凯为称帝造舆论时，拼凑拥护帝制的“全国请愿联合会”，正会长沈云沛，副会长那彦图、张锦芳，请愿团体名目表末行有“旅沪公民请愿团陈绍唐”。
陶菊隐《北洋军阀统治时期史话》“武夫当国”记载，陈绍唐曾任《上海时报》驻北京记者，常在报纸上称国务总理段祺瑞为“相国”（此前袁世凯曾称徐世昌为相国），由此获得段祺瑞垂青，任命为国务院参议。在徐树铮未就任国务院秘书长期间，陈绍唐经常被国务院派到大总统府来找大总统黎元洪办理大总统盖印手续。当时，黎元洪、段祺瑞正在“府院之争”中，陈绍唐多次当面抢白黎元洪，黎元洪很生气。
丁中江《北洋军阀史话》“一一〇、督军团和公民团大闹北京”记载，1917年5月，段祺瑞逼国会通过其外交主张，国会议员们不从，段祺瑞的手下组织“公民团”围困国会，“有人看见国务院参议陈绍唐乘坐汽车往来指挥”。

### 接收威海卫
1922年9月，北洋政府同英国谈判接收威海卫事宜。1923年5月，拟成《接收威海卫协商意见书》，其中同意英国续占刘公岛10年，并且有续租权，还允许英国人参与威海卫市政管理。这激起中国舆论指责，中国谈判代表、接收威海卫委员长梁如浩被迫辞职。1923年4月19日，北洋政府派陈绍唐为接收威海卫事宜帮办。此后，陈绍唐在逼梁如浩辞职的过程中发挥了煽动性作用。据《申报》1923年8月的报道，陈绍唐任职后，一封他给梁如浩写的所谓“私函”刊登在报纸上，其中说《接收威海卫协商意见书》“丧权辱国，莫此为甚”，声称自己“曾经竭力劝阻”，不料“迄未删除，反加苛酷”，劝梁如浩“翻然觉悟”，不然自己便要“出死力抗拒，头可断，此事决不可行”。另外陈绍唐还在旅京山东同乡会发表演讲，斥责梁如浩“卖国”。经过陈绍唐的煽动，中国舆论纷纷痛斥梁如浩。连年轻的毛泽东也在《向导周报》上发表《英国人与梁如浩》，以陈绍唐的言论为根据，号召“国人应速起反对露骨侵略中国的海盗英国人！国人应速起反对汉奸梁如浩！”
面对陈绍唐的诬陷，梁如浩发文斥责陈绍唐撒谎，“确非事实，毫无凭证”，并辞职而去，自此不问政务，投身慈善事业。全程参与过中日青岛交涉、中英威海卫交涉的山东人陈幹，深知拖延解决时间正中英国人下怀，痛斥陈绍唐此举“名为保乡，其实害乡”，纯粹是为他自己博“爱国”的美名。陈幹说：“弱国外交无便宜可占，只怕悬搁，使英、日得以从容开辟。起哄者有人，负责者无人。那些号称爱国者的用心，不外乎将二案断送，使陈某少有树立。但只能徒供地方牺牲，将祖宗墓断送，名为爱国，其实害国，名为保乡，其实害乡。”文中的“陈某”便指陈绍唐。结果连陈幹也在“爱国”热潮中被原先推荐他的山东省议会免职，“不承认该员为东省与会人员。”当时，山东省的政治派系十分复杂，有些派系企图利用民众的爱国热情，造谣生事，最终结果是英国获得利益，中国受到损失。威海卫最终直到1930年才经王正廷收回，王正廷达成的协议同当年梁如浩的《接收威海卫协商意见书》在关键问题上并没有根本性重大修改，当时英国因为国际形势变化已无在山东同日本争斗的心力。